# Zeugophilomedes fonsecensis
Zeugophilomedes fonsecensis is een mosselkreeftjessoort uit de familie van de Philomedidae. De wetenschappelijke naam van de soort is voor het eerst geldig gepubliceerd in 1959 door Harrmann.